# Seznam transportnih ladij Kopenske vojske Združenih držav Amerike
Seznam transportnih ladij Kopenske vojske Združenih držav Amerike.
- USAT Albert M. Boe
- USAT Alchibr
- USAT America
- USAT American Legion
- USAT Amphion
- USAT Ancon
- USAT Arcata
- USAT Argentia
- USAT Armstrong
- USAT Artemis
- USAT Barry
- USAT Big Chief
- USAT Borinquen
- USAT Bowling Green Victory
- USAT Brazil
- USAT Bridgeport
- USAT Brig. Gen. M. G. Zalinski
- USAT Buford
- USAT Capt Arlo L. Olson
- USAT Cardinal O'Connell
- USAT Catalina
- USAT Chateau Thierry
- USAT Chatham
- USAT Clevedon
- USAT Coamo
- USAT Col William J. O'Brien
- USAT Colbert
- USAT Crescent City
- USAT Cristobal
- USAT Crown City
- USAT Crown Reefer
- USAT Cynthia Olsen
- USAT David C. Shanks
- USAT David W. Branch
- USAT Davis
- USAT Dellwood
- USAT Dix
- USAT Dorchester
- USAT Edmund B. Alexander
- USAT Elna
- USAT Ericsson
- USAT Ernest Hinds
- USAT Etolin
- USAT Excelsior
- USAT Fairfax
- USAT Formalhaut
- USAT Fred C. Ainsworth
- USAT Frederick Funston
- USAT FS-214
- USAT FS-217
- USAT FS-256
- USAT FS-263
- USAT FS-267
- USAT FS-274
- USAT FS-275
- USAT FS-282
- USAT FS-288
- USAT FS-289
- USAT FS-316
- USAT FS-343
- USAT FS-344
- USAT FS-345
- USAT FS-347
- USAT FS-361
- USAT FS-370
- USAT FS-371
- USAT FS-385
- USAT FS-394
- USAT FS-407
- USAT FS-751
- USAT General A. W. Brewster
- USAT General A. W. Greely
- USAT General Alexander M. Patch
- USAT General C. C. Ballou
- USAT General C. G. Morton
- USAT General D. E. Aultman
- USAT General Daniel I. Sultan
- USAT General E. T. Collins
- USAT General Edwin D. Patrick
- USAT George S. Simonds
- USAT General C. H. Muir
- USAT General H. B. Freeman
- USAT General H. F. Hodges
- USAT General Harry Taylor
- USAT General Henry. W. Butner
- USAT General Hugh J. Gaffey
- USAT General J. H. McRae
- USAT General M. B. Stewart
- USAT General M. L. Hersey
- USAT General M. M. Patrick
- USAT General Maurice Rose
- USAT General Nelson M. Walker
- USAT General Omar Bundy
- USAT General Oswald H. Ernst
- USAT General R. E. Callan
- USAT General R. L. Howze
- USAT General R. M. Blatchford
- USAT General Richard Arnold
- USAT General S. D. Sturgis
- USAT General Simon B. Buckner
- USAT General Stuart Heintzelman
- USAT General W. C. Gorgas
- USAT General W. C. Langfitt
- USAT General W. F. Hase
- USAT General W. G. Haan
- USAT General W. M. Black
- USAT General Walter H. Gordon
- USAT General William O. Darby
- USAT General William Weigel
- USAT George W Goethals
- USAT George Washington
- USAT Glenn Gerald Griswold
- USAT Golden Eagle
- USAT Grant
- USAT Great Northern
- USAT Greenville Victory
- USAT Hancock
- USAT Havana
- USAT Hennepin
- USAT Henry Keswick
- USAT Henry T Allen
- USAT Herkimer
- USAT Hugh L. Scott
- USAT Hunter Liggett
- USAT Imperial
- USAT Irvin L. Hunt
- USAT J. Franklin Bell
- USAT J. W. McAndrew
- USAT James O'Hara
- USAT John L. Clem
- USAT John Pen
- USAT Jonna
- USAT Joseph T. Dickman
- USAT Kilpatrick
- USAT Kingsport Victory
- USAT Kivichak
- USAT Kungsholms
- USAT Laurentia
- USAT Leonard Wood
- USAT Lew Wallace
- USAT Lib Trylon
- USAT Liberty Glo
- USAT Lieutenant Raymond O. Beaudoin
- USAT Liscum
- USAT Logan
- USAT LST-246
- USAT LST-833
- USAT LT-5
- USAT LT-62
- USAT LT-221
- USAT LT-239
- USAT LT-371
- USAT LT-389
- USAT Lt. Col. Lawrence O. Matthews
- USAT Lt James E. Robinson
- USAT Lt John Craig
- USAT Madawaska
- USAT Madison Jordan Manchester
- USAT Major General Henry Gibbins
- USAT Masaya
- USAT Maui
- USAT Maurine
- USAT McAndrew
- USAT McClellan
- USAT Meigs
- USAT Melrose
- USAT Merrimack
- USAT Merritt
- USAT Monterey
- USAT Mount McKinley
- USAT Mount Vernon
- USAT Nevada
- USAT North Coast
- USAT Oneida
- USAT Ontonagon
- USAT Pal Aulaut
- USAT Portmar
- USAT President Fillmore
- USAT President Grant
- USAT Private Elden H. Johnson
- USAT Private Joe E. Mann
- USAT Private Joe P. Martinez
- USAT Leonard C. Brostrom
- USAT Private William H. Thomas
- USAT Pvt Francis A. McGraw
- USAT Pvt  Frank J. Petrarca
- USAT Pvt. Joe R. Hastings
- USAT Pvt Joseph F. Merrell
- USAT Pvt John F. Thorson
- USAT Pvt John R. Towle
- USAT Republic
- USAT Resolute
- USAT Roanoke
- USAT Robert C. Grier
- USAT Robert M. Emery
- USAT Rochimbea
- USAT Royal T. Frank
- USAT Santa Barbara
- USAT Santa Maria
- USAT Santa Rosa
- USAT Saratoga
- USAT Sargent Charles E. Mower
- USAT Sargent Sylvester Antolak
- USAT Scott
- USAT Sea Barba
- USAT Seawitch
- USAT Sgt Andrew Miller
- USAT Sgt Archer T. Gammon
- USAT Sgt. George D. Keathley
- USAT Sgt George Peterson
- USAT Sgt. Howard E. Woodford
- USAT Sgt Jack J. Pendelton
- USAT Sgt. Joseph E. Muller
- USAT Sgt Morris E. Crain
- USAT Sgt Truman Kimbro
- USAT Shawnee
- USAT Sheridan
- USAT Sherman
- USAT Short Splice
- USAT Siboney
- USAT Sicilian
- USAT Soreldoc
- USAT South Bend
- USAT ST-10
- USAT ST-35
- USAT ST-39
- USAT ST-165
- USAT ST-511
- USAT ST-539
- USAT ST-672
- USAT ST-674
- USAT ST-675
- USAT ST-719
- USAT ST-720
- USAT ST-725
- USAT ST-731
- USAT St Mihiel
- USAT Symal Dyke
- USAT Taku
- USAT Talamanca
- USAT Tasker H. Bliss
- USAT Thomas
- USAT Thomas H. Barry
- USAT Tulagi
- USAT U. S. Grant
- USAT V-108
- USAT Warren
- USAT William Lester
- USAT Wright
- USAT Y-17
- USAT Y-75
- USAT Yu Sang
- USAT Yucatan